# Кендже-Кулак
Кендже́-Кула́к — село в Туркменском районе (муниципальном округе) Ставропольского края России.

## Варианты названия
- Кедже-Кулак,
- Кендже,
- Кулак,
- Кендже-Кулау,
- Кенджекулак[3]

Наименование населённого пункта «связано с географическими особенностями местности и означает „маленькая балка“ или „колючек щель“ (балка-ложбина, образованная талыми и дождевыми водами, длинный овраг с пологими склонами, поросшей травой, кустарниками, деревьями)».

## География
Расположено на реке Кучерла.
Расстояние до краевого центра: 151 км.
Расстояние до районного центра: 40 км.

## История
Дата основания: 1904 год.
В апреле 1920 года Кендже-Кулак стал центром Кендже-Кулакской волости Туркменского района Благодарненского уезда, в которую входили аулы Антуста, Байчара, Сабан, Шарахалсун и другие населённые пункты. Площадь земель волости составляла 196 287 десятин.
В 1923 году здесь создали пионерский отряд из 8 человек. В волости действовали 3 мечети. В 1924 году в связи с новым районированием вместо Кендже-Кулакского волостного Совета образованы Кендже-Кулакский и Сабанский сельские Советы. В том же году создали ТОЗ «Свой труд». В 1929—1930 годах организовали сельхозартели «Новая жизнь» и «15 лет ВЧК-ОГПУ» (аул Кендже-Кулак), им. Молотова (аул Сабан-Антуста).
С началом Великой Отечественной войны сотни жителей села ушли на фронт. Многие из них за героизм награждены орденами и медалями: В. Н. Клещунов — орденами Ленина, Красной Звезды, Н. И. Плотников — орденами Отечественной войны 1-й степени и Красной Звезды, Я. Т. Чершембеев — орденом Отечественной войны 2-й степени и медалями. 78 воинов не вернулись в Кендже-Кулак.
В 1950 году колхозы им. Микояна и «15 лет ВЧК-ОГПУ» объединились в колхоз им. Микояна, в 1957 году переименованный в «40 лет Октября». В 1954 году Кендже-Кулакский и Сабан-Антустский сельские Советы были объединены в Кендже-Кулакский. Тогда же завершилась электрификация села, построены магазины, больница, школа, детский сад.
С упразднением Туркменского района в 1956 году, Кендже-Кулакский сельсовет с населёнными пунктами Кендже-Кулак и Сабан-Антуста был передан в административно-территориальное подчинение Арзгирского района:8.
Поле того, как в 1970 году Туркменский район был восстановлен, Кендже-Кулакский сельсовет вновь вошёл в его состав:27.
В начале 1990-х годов колхоз «40 лет Октября» преобразован в СПК «Кендже-Кулакское».
До 16 марта 2020 года село было административным центром упразднённого Кендже-Кулакского сельсовета.

## Население
| 1925 | 1926 | 1989  | 2002  | 2010  | 2014  |
| ---- | ---- | ----- | ----- | ----- | ----- |
| 480  | ↗650 | ↗1225 | ↘1135 | ↘1088 | ↗1100 |

По данным переписи 2002 года, 78 % населения — русские.

## Инфраструктура
- Кендже-Кулакское социально-культурное объединение[16]
- Сельхозпредприятие «Кендже-Кулакский». Открыто 6 ноября 1951 года как колхоз «40 лет Октября»[17]
- Столовая
- Магазины

## Образование
- Детский сад № 14[18]
- Средняя общеобразовательная школа № 11[19]

## Памятники
- Обелиск участникам гражданской войны, погибшим за власть советов. 1946 год[20]
- Памятник воинам-землякам, погибшим в годы Великой Отечественной войны 1941—1945 гг. 1966 год[21]

## Кладбища
В посёлке 1 кладбище:
- общественное открытое (примерно 3450 м на северо-восток от здания администрации), площадью 17 970 м²[22].